# Mimosa lasiocarpa
Mimosa lasiocarpa är en ärtväxtart som beskrevs av George Bentham. Mimosa lasiocarpa ingår i släktet mimosor, och familjen ärtväxter. Inga underarter finns listade i Catalogue of Life.